# Campionat d'Espanya de motociclisme de velocitat 1981
La temporada de 1981 del CEV, denominat oficialment Campionat d'Espanya de velocitat,  fou la 32a edició d'aquest campionat, organitzat per la Reial Federació Motociclista Espanyola. El calendari oficial constava de 8 proves puntuables. Tres de les proves programades es disputaren als Països Catalans: Cullera, València i Esplugues de Llobregat.

## Classificació final

### 50cc
| Posició | Pilot                  | Motocicleta | Punts |
| ------- | ---------------------- | ----------- | ----- |
| 1       | Jorge Martínez "Aspar" | Bultaco     | 108   |
| 2       | Joaquim Galí           | Bultaco     | 72    |
| 3       | Ramon Galí             | Bultaco     | 59    |
| 4       | Daniel Mateos          | Bultaco     | 58    |
| 5       | José María Baena       | Kreidler    | 43    |
| 6       | Antonio Molina         | ?           | 21    |
| 7       | Pedro Cegarra          | Kreidler    | 20    |
| 8       | José Falla             | Rieju       | 16    |
| 9       | Ramiro Blanco          | Kreidler    | 15    |
| 10      | Alfons Mañer           | Derbi       | 15    |

### 125cc
| Posició | Pilot                  | Motocicleta | Punts |
| ------- | ---------------------- | ----------- | ----- |
| 1       | Ricardo Tormo          | Sanvenero   | 96    |
| 2       | Jorge Martínez "Aspar" | Bultaco     | 86    |
| 3       | Andrés Sánchez Marín   | MBA         | 56    |
| 4       | Marcelino García       | MBA         | 50    |
| 5       | José María Baena       | Morbidelli  | 40    |
| 6       | Pedro Cegarra          | Bultaco     | 31    |
| 7       | Serafín Sánchez        | ?           | 24    |
| 8       | Ramiro Blanco          | ?           | 19    |
| 9       | Joaquim Orts           | Morbidelli  | 18    |
| 10      | Daniel Mateos          | Bultaco     | 15    |

### 250cc
| Posició | Pilot              | Motocicleta | Punts |
| ------- | ------------------ | ----------- | ----- |
| 1       | Ángel Nieto        | Siroko      | 90    |
| 2       | Sito Pons          | Siroko      | 66    |
| 3       | Quique De Juan     | Yamaha      | 60    |
| 4       | Carles Cardús      | Siroko      | 44    |
| 5       | Josep Maria Mallol | Siroko      | 43    |
| 6       | Luis Miguel Reyes  | Siroko      | 35    |
| 7       | Mingo Gil          | Siroko      | 35    |
| 8       | Joan Graells       | Yamaha      | 35    |
| 9       | Benjamí Grau       | Derbi?      | 21    |
| 10      | Lluís Ricart       | Yamaha      | 17    |

### 500cc
| Posició | Pilot                 | Motocicleta | Punts |
| ------- | --------------------- | ----------- | ----- |
| 1       | Toni García           | Yamaha      | 69    |
| 2       | Carlos Morante        | Suzuki      | 47    |
| 3       | Carlos de San Antonio | Suzuki      | 40    |
| 4       | Andrés Pérez Rubio    | Yamaha      | 37    |
| 5       | Benjamí Grau          | Yamaha?     | 23    |
| 6       | Nicolás Huete         | Yamaha      | 22    |
| 7       | Carles Cardús         | Ducati      | 12    |
| 8       | Carlos Griñó          | Bimota      | 11    |
| 9       | Domingo García        | Yamaha      | 9     |
| 10      | Javier Alonso         | Yamaha      | 8     |

## Categories inferiors

### Trofeu Sènior 80cc
| Posició | Pilot              | Motocicleta | Punts |
| ------- | ------------------ | ----------- | ----- |
| 1       | Vicent Peris       | Derbi       | 60    |
| 2       | F. Martínez Gandía | ?           | 35    |
| 3       | Vicente Pérez      | ?           | 27    |

### Trofeu Sènior 125cc
| Posició | Pilot           | Motocicleta | Punts |
| ------- | --------------- | ----------- | ----- |
| 1       | Vicent Peiró    | MBA         | 85    |
| 2       | Vicent Llinares | Montesa     | 63    |
| 3       | J. Román Gómez  | ?           | 57    |

### Trofeu Sènior 250cc
| Posició | Pilot              | Motocicleta | Punts |
| ------- | ------------------ | ----------- | ----- |
| 1       | Toni Boronat       | Yamaha      | 80    |
| 2       | J. Galofré Moragas | Yamaha      | 78    |
| 3       | Carlos Cubillo     | Yamaha      | 76    |